# إليزابيث آن فن
إليزابيث آن فن (Elizabeth Anne Finn؛ 1825-1921) كاتبة بريطانية وزوجة جيمس فن القنصل البريطاني في القدس، في فلسطين العثمانية بين عامي 1846 و1863. أسست هي وابنتها جمعية دسترسد جنتلفولكس آيد، وهي السلف لجمعية إليزابيث فن كير.
وُلدت إليزابيث ماكول (لاحقًا فن) في 14 مارس 1825 لأبوين مُبشّرين في قصر زامويسكي في وارسو، بولندا. كان والدها القس ألكسندر ماكول عالمًا بارزًا في اللغة العبرية وعمل في جمعية لندن لنشر المسيحية بين اليهود. تصفه في مذكراتها بأنه "كرّس حياته لما اعتبره خيرًا أسمى للشعب اليهودي، ومن خلالهم للعالم أجمع".
منذ صغرها، جمعت إليزابيث فن بين شغفها بالمعرفة وحبها للأعمال المنزلية. دون تعليم رسمي، أتقنت إليزابيث العديد من اللغات الأجنبية، وأصبحت متعددة اللغات منذ صغرها. تلقّت دروسًا خصوصية في اللغة العبرية على يد رجل اعتنق اليهودية، وهو الحاخام أفراهوم. وعندما أصبحت قادرة على القراءة بنفسها في سن الرابعة، حصلت على نسخة خاصة بها من الكتاب المقدس باللغة الإنجليزية. وبحلول عيد ميلادها التالي، حصلت على نسخة ألمانية من الكتاب المقدس. وبحلول ذلك الوقت، كانت تتقن اللغة اليديشية بنفس القدر. قرأت واكتشفت شكسبير لأول مرة في ترجمة ألمانية بعد ذلك بوقت قصير.
في سن الثانية عشرة، كانت تستيقظ في الثالثة والنصف صباحًا كل يوم لترجمة "مبادئ لافاتر" من الأصل الألماني للنشر. حصلت على جنيهين مقابل عملها، وهو ما يكفي لشراء اثني عشر زوجًا من الجوارب الجديدة. اشترت الملكة أديلايد عددًا أكبر من نسخ هذا الكتاب لعرضه في بازار، بشرط أن تستفيد إليزابيث نفسها.
عاشت العائلة في "فلسطين بليس" على طريق كامبريدج في بيثنال غرين، وهي منطقة مؤجرة لجمعية لندن لتعزيز المسيحية بين اليهود (جمعية تبشيرية مسيحية تُعرف الآن باسم "خدمة الكنيسة بين اليهود"). عُيّن ماكول محاضرًا في مدرسة واربورتون في "لينكولنز إن" عام ١٨٣٧. في عام ١٨٤٣، عرض عليه أسقف لندن منصب قسيسية "سانت جيمس دوكس بليس"، وهي رعية يبلغ عدد سكانها ٨٠٠ يهودي و١٠٠ مسيحي فقط. كانت إليزابيث شاهدة عيان على حرق البرلمان عام 1834 وموكب تتويج الملكة فيكتوريا عام 1837
بعد زواجها من جيمس فن، الذي عُيّن قنصلاً بريطانياً، انتقل الزوجان إلى القدس. وُجّهت تعليمات للقناصل بمصادقتهم بكل الطرق الممكنة لليهود في القدس وفلسطين، الذين لم يكونوا يتمتعون بأي نوع من الحماية الأوروبية.
بصفتها زوجة دبلوماسي في القدس، تعلمت إليزابيث فن اللغة العربية بسؤال ترجمانها عشر كلمات عربية يومياً، بوضع كلمة واحدة على كل إصبع من أصابع يديها. وفي أواخر حياتها، طلبت ترجمة المراسلات باللهجة العربية بين محمد أحمد المهدي والجنرال الراحل غوردون الخرطوم.
في نوفمبر 1849، ساهمت في تأسيس جمعية القدس الأدبية لاستكشاف التاريخ الطبيعي والقديم للمنطقة بموضوعية وبعيداً عن الجدل الديني. كان آل فن الذين أسسوا مكتبة تضم ألف مجلد ومتحفاً صغيراً، يستغلون يوم السبت، الذي لا يُسمح فيه بممارسة أي عمل يهودي، ليخرجوا إلى الريف بحثاً عن الآثار، ويكتشفوا هناك اكتشافات قيّمة.
حضر العديد من الرحالة البارزين اجتماعات جمعية القدس الأدبية، وقد لفت خبرها انتباه ألبرت، الأمير الزوج، وجورج هاملتون-غوردون، إيرل أبردين الرابع، ورئيس أساقفة كانتربري. خلال هذه السنوات، أصبحت فن من أوائل الأوروبيين المعاصرين الذين سُمح لهم بزيارة الحرم القدسي الشريف وقبة الصخرة.
ساهمت إليزابيث فن كرائدة في مجال التصوير الفوتوغرافي، حيث ساعدت في جلب هذا الفن المُبتكر حديثًا إلى المنطقة، ودعمت أيضًا المصورين المحليين مثل مندل جون دينيس. عندما زار الملك إدوارد السابع القدس في أبريل 1862، التقطت فن صورة له بالقرب من شجرة وُصفت بأنها "صنوبر غودفري دي بويون". وهي مُضمنة في ألبوم مُجلد يضم صورًا فوتوغرافية مبكرة للأرض المقدسة التقطتها، وهو محفوظ الآن في متحف ياد بن تسفي في القدس.
استحوذت مناظر فلسطين والقدس على اهتمام إليزابيث فن ، كما يتضح من التصوير الدقيق الذي قدمته في لوحاتها الكتابية ورسوماتها بالقلم الرصاص لمختلف المناظر الطبيعية التوراتية والتاريخية. وتتميز أعمالها باهتمامها الدقيق بكيفية شحن المشهد وتغيره بتأثيرات الضوء في أوقات مختلفة من اليوم.
قدّم ويليام هولمان هانت، الذي زار المنطقة عام ١٨٥٤ في منتصف فترة إقامة آل فن في القدس للبحث ورسم لوحة "كبش الفداء"، رسالةً تمهيديةً لمجموعة رسومات السيدة فن المنشورة لاحقًا، مؤكدًا أن عملها "دراسات طبوغرافية ممتازة للمواقع، بالألوان، دون أي مبالغة في التأثيرات الأصلية التي تُباهي بها جبال وسماء وسهول سوريا".
كما استطاعت استضافة الأمير ألفريد (الابن الثاني للملكة فيكتوريا) وشقيقه الأكبر، أمير ويلز (الذي أصبح لاحقًا إدوارد السابع)، بأسلوب ملكي ساحر، مما عزز علاقاتها مع الرعاية الملكية التي وفرت لاحقًا دعمًا مبكرًا حاسمًا لجمعية مساعدة النبلاء المنكوبين.
خلال إقامتها في القدس، نظمت فن تدريبًا وتوظيفًا للرجال والنساء المحليين كنجارين وعمال مزارع وخياطين. جمعت تبرعات من الخارج لمكافحة سوء التغذية بين الفقراء. جمعت تبرعات لشراء مزرعة كيرم أفرهام وهي مزرعة تقع خارج القدس تحولت لحي يهودي. أشرفت على حفر صهاريج واسعة في كيرم أفرهام لتخفيف نقص إمدادات المياه في القدس. في يناير 1854، أسست "جمعية سارة" التي قامت بزيارات منزلية للنساء الفقيرات، وقدمت لهن الإغاثة من خلال الأرز والسكر والقهوة.
خطط آل فن للعودة إلى إنجلترا عام ١٨٦٣، وغادروا في النهاية في ١٤ يوليو، حيث أرسلت الهيئات اليهودية عدة التماسات إلى الملكة لعدم إبعاد وليّ أمرهم (جيمس فن)، ولكن دون جدوى. أمضوا السنوات الثلاث التالية في زيارة الأصدقاء والأقارب، واستقروا أخيرًا في هامرسميث. توفي جيمس فن، الذي كان يعاني من اعتلال صحته، عام ١٨٧٢ عن عمر يناهز ٦٦ عامًا. في عام ١٨٧٥، طلب رئيس أساقفة كانتربري من إليزابيث فن العمل مترجمةً لبطريرك الكنيسة السريانية القديمة أثناء قيامه بمهمة إلى إنجلترا لدعم مطالب أبناء رعيته على ساحل مالابار. امتدت زيارة استغرقت أسبوعين إلى سفارة استمرت سبعة أشهر، وأشبعت رغبات كبار رجال الدين والسياسيين، بمن فيهم ويليام إيوارت غلادستون، واللورد سالزبوري، والملكة فيكتوريا، في الاستفسار والنقاش الديني. كررت إليزابيث فن هذه المهمة في عامي ١٩٠٨ و١٩٠٩ لأسقف سوريا الذي خلف بطريركًا، بعد أن رافق البعثة عام ١٨٧٥.
واصلت فن إلقاء محاضرات حول مواضيع الكتاب المقدس في القاعة الآشورية بالمتحف البريطاني، وأعادت سرد تجاربها في القدس دعمًا لمسح استكشاف فلسطين في اجتماعات جمع التبرعات للبناء على إرث جمعية القدس الأدبية.
في عام ١٨٨٢، أسست إليزابيث فن، البالغة من العمر ٥٧ عامًا آنذاك، جمعية إغاثة اليهود المنكوبين لتقديم الدعم لليهود الروس الذين واجهوا اضطهادًا شديدًا خلال المذابح العنيفة. وقد دُفع السير جون سيمون، أحد أبرز أعضاء الجالية اليهودية في إنجلترا، إلى الإدلاء بشهادته على "معرفة السيدة فن الاستثنائية بشعبها ودهشتها من اهتمام مسيحي كبير بشعبه المنكوب".